# Piper paucipilosum
Piper paucipilosum är en pepparväxtart som beskrevs av Truman George Yuncker. Piper paucipilosum ingår i släktet Piper och familjen pepparväxter. Inga underarter finns listade i Catalogue of Life.